# Фаткуллин, Ринат Абдуллович
Фаткуллин Ринат Абдуллович  (баш. Фәтҡуллин Ринат Абдулла улы; родился 23 февраля 1939 года в деревне Ильчино Учалинского района БАССР) —  географ, кандидат географических наук (1974), профессор (1996), заслуженный работник народного образования Республики Башкортостан (1997), отличник высшей школы СССР  (1984), отличник геодезии и картографии России (2003), мастер спорта СССР (1965) по лыжным гонкам. Обладатель награды «Золотой компас» - номинация «За лучшую книгу по туризму» - конкурс Международной академии туризма и краеведения. Член научно-редакционного Совета «Башкирская энциклопедия».

## Биография
Фаткуллин Ринат Абдуллович родился 23 февраля 1939 года в деревне Ильчино Учалинского района БАССР.
В 1966 году закончил географический факультет Башкирского государственного университета по специальности «геология-геоморфология»
и был оставлен на кафедре физической географии в качестве ассистента.
В 1968 году поступил в очную аспирантуру Института геологии БФ АН СССР. Диссертицию готовил под руководством профессора Рождественским А.П. по специальности «Геоморфология и новейшая тектоника».
Кандидатскую диссертацию защитил в 1974 году.
С 1975 года работает в Башкирский государственный педагогический университет имени М. Акмуллы в должности старшего преподавателя. Доцент,  профессор кафедры географии и географического образования. В 1979-2003 годах был деканом естественно-географического факультета.
В 2007 г. академик Международной академии детско-юношеского туризма и краеведения.

## Научная деятельность
Научная деятельность связана с изучением неотектоники, геоэкологии, геоморфологии, рекреационной географии республики.
Автор более 160 научных трудов, в том числе 5 монографий и 5 учебников.